# Exchange-traded Commodity
Exchange-traded Commodities (ETC) sind börsengehandelte Wertpapiere, die Anlegern eine Investition in die Anlageklasse Rohstoffe (englisch Commodities) erlauben. Es handelt sich somit um eine Variante der Exchange-traded Products. Sie sind eine Sonderform von Zertifikaten: unbefristete, besicherte Schuldverschreibungen des jeweiligen Emittenten.

## Angebot, Handel
In Deutschland werden ETCs seit 2006 auf Edelmetalle an der Börse Frankfurt (auf Xetra) und mittlerweile auch auf der Zertifikatehandelsplattform Scoach gehandelt. Weitere Handelsplätze sind die Börsen München und Stuttgart.
Mit über 110 Produkten ist ETF Securities Ltd. der größte Anbieter an ETCs. Weitere Anbieter sind die Deutsche Bank mit ihrer Plattform db ETC, Lyxor Asset Management, eine Tochter der Société Générale sowie die Deutsche Börse Commodities GmbH mit ihrem Produkt Xetra-Gold, an der unter anderen auch die Deutsche Börse, Deutsche Bank, DZ Bank und Vontobel beteiligt sind. Auch die Börse Stuttgart bietet mittlerweile ein börsengehandeltes Goldprodukt unter dem Namen EUWAX Gold in Form eines ETC basierend auf Tresorgold an.
Das höchste Handelsvolumen weisen ETCs auf Edelmetalle (Gold) und Erdöl auf, daneben sind sonstige Energieträger (bspw. Heizöl, Erdgas), Industriemetalle (bspw. Aluminium, Kupfer, Zink, Nickel) und Agrargüter (bspw. Weizen, Kakao, Mais, Schweine, Rinder) handelbar.

## Rechtliches und Risiken
ETCs sind Zertifikate, also aus rechtlicher Sicht Schuldverschreibungen der Emittenten ohne Laufzeitbegrenzung. Allerdings werden die ETCs im Gegensatz zu den normalen Open End-Zertifikaten physisch mit den Basiswerten, einem Wertpapierkorb (Basket) oder Edelmetallen besichert. Dies verringert das Kreditrisiko gegenüber dem Emittenten, da im Insolvenzfall die Anleger Anspruch auf die Herausgabe der hinterlegten Sicherheiten haben.
Generell weisen ETCs eine dreistufige Struktur auf: Auf der ersten Ebene ist der Emittent – anders als z. B. bei Zertifikaten – keine Geschäftsbank, sondern ein unabhängiges Emissionsvehikel. Ziel ist das Ausschalten des Risiko, das aus anderen Geschäftsbereichen herrührt, wie z. B. einem Kreditgeschäft. Analog zu einem Fonds entspricht der Emittent eines ETCs der Fondsgesellschaft.
Die zweite Stufe ist eine Hinterlegung der entsprechenden ETCs. Bei Edelmetall-ETCs findet wegen der hohen Wertdichte die Hinterlegung in der Regel über das abzubildende Metall selber statt; beispielsweise sind Gold-ETCs mit Gold hinterlegt und besichert.
Die dritte Stufe soll sicherstellen, dass beim Ausfall des Emittenten die Hinterlegung exklusiv für die Halter von ETC-Wertpapieren reserviert ist. Dies wird über eine Auslagerung des hinterlegten Edelmetalls an eine Treuhandgesellschaft erreicht.
Insgesamt sollen die drei Stufen ein ETC ähnlich sicher machen wie einen börsengehandelten Fonds (ETF).
Sofern ETCs durch Futures auf den entsprechenden Rohstoff besichert sind, könnten Risiken durch Rolleffekte entstehen.

## Kosten, Preise und Derivate
Die Kosten beispielsweise für die physische Lagerung von Gold tragen die Anleger. Als weitere Kostenkomponenten kommen Managementgebühren hinzu.
Die Preise der ETCs orientieren sich am Preis des jeweiligen Basiswertes. In vielen Fällen werden die Rohstoffe allerdings nicht tatsächlich erworben, sondern mit Hilfe von Swaps durch synthetische Replikation nachgezeichnet.
Anleger können mit ETCs sowohl auf steigende als auch auf fallende Kurse des Basiswerts (Short-ETCs) setzen. Darüber hinaus existieren so genannte gehebelte (englisch leveraged) ETCs, die durch den impliziten Einsatz von Fremdkapital eine höhere Volatilität aufweisen.

### Abgrenzung von ETFs
Ähnlich den Börsengehandelten Fonds (ETF) können auch die ETCs börsentäglich – beispielsweise während der gesamten Handelszeit auf Xetra – gehandelt werden. Im Gegensatz zu ETFs sind ETCs kein Sondervermögen, sondern Schuldverschreibungen.